# Magyar vakcsiga
A magyar vakcsiga (Paladilhia hungarica, vagy Bythiospeum hungaricum) Magyarországon őshonos, édesvízi csiga a Hydrobiidae családból. Védett állatfaj, az természetvédelmi értéke 10 000 forint.

## Megjelenése, életmódja
Apró, 2 milliméter hosszú, 1 mm átmérőjű állat, leginkább barlangokban fordul elő, valamint a Mecsek forrásaiban, tiszta karsztvízben. Háza üvegszerűen fényes, tompa csúcsban végződik, amikor az állat elpusztul, fehérré válik. Életmódjáról keveset tudni, mindenevő, illetve korhadékevő. Kizárólag a Mecsekben található meg, például a Mánfai-kőlyukban. Az élőhelyei foltokban elszigeteltek.